# 北側一雄
北側 一雄（きたがわ かずお、1953年〈昭和28年〉3月2日 - ）は、日本の政治家、弁護士、税理士。公明党常任顧問。
衆議院議員（10期）、大蔵政務次官（細川内閣）、公明党政務調査会長、国土交通大臣（第5・6代）、公明党幹事長、中央幹事会会長、公明党副代表を歴任した。

## 経歴

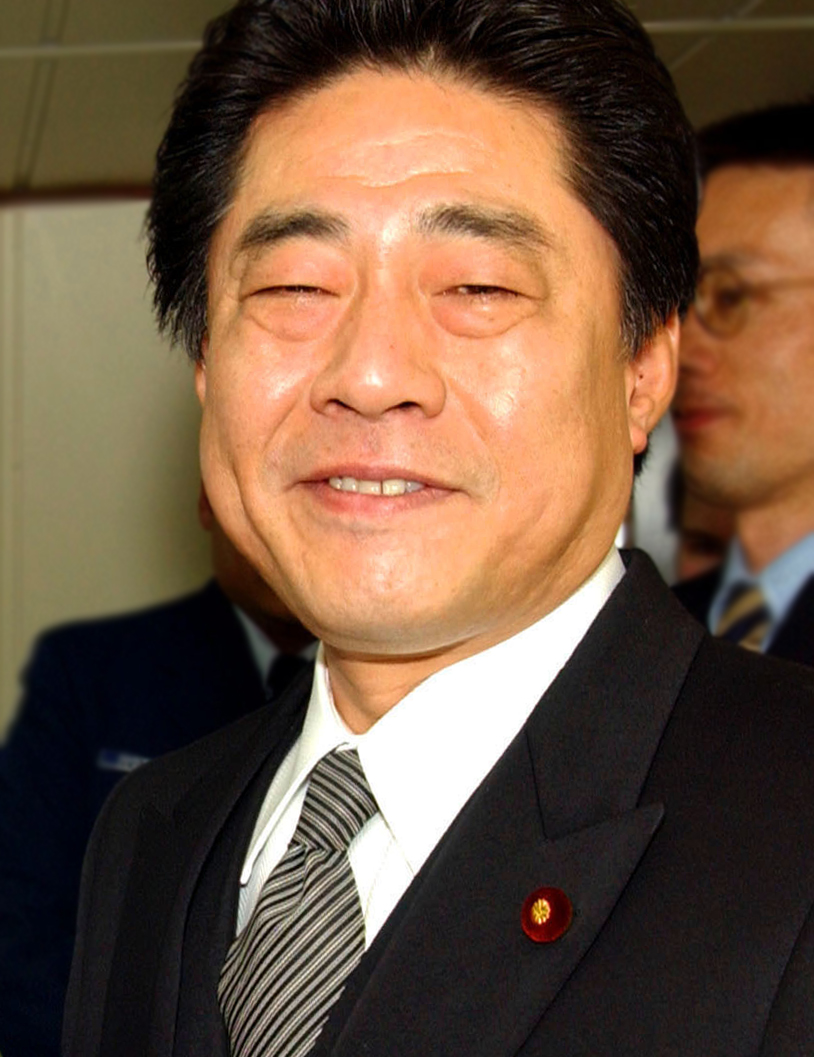
国土交通大臣当時の北側一雄

- 1953年3月2日 - 大阪市生野区に生まれる。父親は元衆議院議員の北側義一（地盤は継承していない）。在日コリアンの多い地域で北側の学生時代の回想によると小学校・中学校時代クラスの3分の1から4分の1は在日朝鮮人だった[2]。
- 1971年3月 - 創価高等学校卒業。在学中はサッカー部で活躍した。
- 1975年3月 - 創価大学法学部法学科卒業。
- 1981年 - 弁護士登録及び税理士登録。
- 1990年2月18日 - 第39回衆議院議員総選挙に公明党から立候補し初当選（以後6期連続当選）。
- 1993年8月 - 細川内閣（政治改革政権）で大蔵政務次官に就任。
- 1996年11月 - 衆議院大蔵委員会筆頭理事に就任。
- 1998年1月 - 衆議院予算委員会理事に就任。
- 1999年1月 - 衆議院科学技術委員長に就任。2000年1月、退任。
- 2000年6月 - 公明党政務調査会長に就任。
- 2004年9月27日 - 第2次小泉改造内閣で国土交通大臣、観光立国担当大臣に就任。続く第3次小泉内閣、第3次小泉改造内閣でも留任。
- 2006年9月 - 公明党幹事長に就任。国土交通大臣、観光立国担当大臣の職を冬柴鐵三に譲る。
- 2009年
  - 8月30日 - 第45回衆議院議員総選挙で落選[3]。
  - 9月3日 - 党本部で党幹事長を辞任する意向を表明し、党の了承を受け辞任した[4]。この選挙では党代表太田昭宏も落選し、公明党は党のツートップが揃って落選、さらに小選挙区当選者ゼロの惨敗を喫した。北側の後任の幹事長には井上義久が就任。
  - 9月 - 非議員ながら公明党副代表に就任する。
- 2012年
  - 12月16日 - 第46回衆議院議員総選挙に大阪16区から公明党公認、自民党・維新推薦で出馬し、民主党前職の森山浩行らを破り当選[1][5]、国政復帰を果たす。
  - 12月27日 - 衆議院総務委員長に就任。
- 2013年8月2日 - 公明党両院議員総会長に就任。
- 2014年12月14日 - 第47回衆議院議員総選挙に大阪16区で再選。
- 2017年
  - 10月22日 - 第48回衆議院議員総選挙に大阪16区で再選。
  - 11月2日 - 公明党中央幹事会会長を兼務[6]。
- 2021年10月31日 - 第49回衆議院議員総選挙に大阪16区で再選[7]。
- 2024年
  - 10月9日 - 同日の衆議院解散に伴う第50回衆議院議員総選挙には立候補せず、引退を表明[8]。
  - 11月9日 - 公明党常任顧問に就任。

## 政策・活動
- 選択的夫婦別姓制度導入にどちらかといえば賛成[9][10]。
- 憲法改正論議において、自民党が「緊急事態条項」の新設について優先的に議論する方針を打ち出したことについては、「大災害のような緊急事態に、国会議員任期や解散規定に例外を設けられないかとの問題意識はまっとうだ」と述べ、理解を示している[11]。
- 日本国憲法第9条の改正については、「現時点であえて改正する必要があるとは思えない」と述べ、慎重な姿勢を示している[12]。
- 2007年（平成19年）11月8日に開催された、在日本大韓民国民団が主催する「永住外国人地方参政権の早期立法化を!」と訴える全国決起大会に参加[2]。

2021年実施の第49回衆議院議員総選挙にあたっては、税制・外交・国家安全保障等についてNHKでの候補者アンケートにて以下の通り回答している。
- 新型コロナ対策として、消費税率の一時的な引き下げは「必要でない」[13]

- 大企業や所得の多い人への課税を強化し、国の財源に充てることについて「どちらかといえば賛成」[13]

- 原子力発電への依存度は「下げるべき」[13]

- 日本の防衛費が年間5兆円を超えていることを踏まえ、「日本の防衛力をさらに強化すべきか」との問いに対し「どちらかといえば強化すべき」[13]

- 核兵器禁止条約について日本は「オブザーバー参加すべき」[13]

- 憲法改正について「賛成」[13]

- 日本国憲法第9条への自衛隊明記について「反対」[13]

- 選択的夫婦別姓制度の導入について「賛成」[13]

- 候補者や議席の一定割合を女性に割り当てる「クオータ制」の導入について「どちらかといえば賛成」[13]

- 安倍晋三銃撃事件を受け、世界平和統一家庭連合（旧統一教会）と与野党議員のつながりが指摘されていることについて「旧統一教会はさまざまな事件が過去にあった。そういう反社会的な団体から支援を受ける、行事に参加することは慎重でなければならない」と述べ、「旧統一教会は反社会的な団体」であると論じた[14]。

## 人物

### 旧統一教会との関係
- 2023年5月26日、北川は憲法改正をテーマにしたイベント「安倍晋三名誉会長を偲び、新しい憲法を制定する推進大会」に参加した。このイベントには旧統一教会の信者が多数参加、会場準備のボランティアとして携わっていた。TBSの取材に対し、北側は主催者が「新憲法制定議員同盟」であったことが出席の理由だとした上で、「問題ある団体との関わり」については「慎重に対応」すると述べた[15]。

### その他
- 身長168cm、体重70kg。
- 座右の銘は「学ばずは卑し」[16]、「波浪は障害に遭うごとに堅固の度を増す」。
- 尊敬する人物は周恩来。
- 趣味は囲碁、観劇、ジャズ鑑賞[16]。
- 愛読書は「夏目漱石全集」[16]。
- 好きな食べ物は「鍋焼きうどん」[16]。
- 弁護士時代は庶民派弁護士として知られ、主として多重債務、地上げ、悪質訪問販売などの被害者救済を得意とした。
- 中選挙区時代の対立候補に同じ大阪弁護士会所属の西村眞悟がいた。
- 司法修習33期、かつ第39回衆議院議員総選挙（1990年）初当選議員の同期に簗瀬進がいる。
- 出身地は大阪府で、堺市を地盤としている。
- 埼玉西武ライオンズのファンである。

## 現在の役職

### 衆議院
- 国土交通委員会委員
- 憲法審査会幹事

### 公明党
- 副代表
- 中央幹事会会長
- 憲法調査会長
- 両院議員総会長
- 税制調査会顧問
- 国土交通部会顧問
- 外交安全保障調査会顧問
- 関西方面協議会議長

## 過去の役職

### 内閣
- 国土交通大臣（第2次小泉改造内閣・第3次小泉内閣・第3次小泉改造内閣）
- 観光立国担当大臣（第2次小泉改造内閣・第3次小泉内閣・第3次小泉改造内閣）
- 大蔵政務次官（細川内閣）

### 衆議院
- 総務委員会委員長
- 国家基本政策委員会委員

### 公明党
- 幹事長
- 政務調査会長

## 主な所属議員連盟
- 日中友好議員連盟（副会長）[17]
- 北京オリンピックを支援する議員の会（副会長）
- たばこと健康を考える議員連盟

## 選挙歴
| 当落 | 選挙                   | 執行日         | 年齢 | 選挙区    | 政党   | 得票数     | 得票率 | 定数 | 得票順位 /候補者数 | 政党内比例順位 /政党当選者数 |
| ---- | ---------------------- | -------------- | ---- | --------- | ------ | ---------- | ------ | ---- | ------------------ | ---------------------------- |
| 当   | 第39回衆議院議員総選挙 | 1990年02月18日 | 36   | 旧大阪5区 | 公明党 | 14万6800票 | 18.81% | 4    | 3/7                | /                            |
| 当   | 第40回衆議院議員総選挙 | 1993年07月18日 | 40   | 旧大阪5区 | 公明党 | 14万1647票 | 19.02% | 5    | 2/7                | /                            |
| 当   | 第41回衆議院議員総選挙 | 1996年10月20日 | 43   | 大阪16区  | 新進党 | 6万1084票  | 38.29% | 1    | 1/4                | /                            |
| 当   | 第42回衆議院議員総選挙 | 2000年06月25日 | 47   | 大阪16区  | 公明党 | 6万4150票  | 39.11% | 1    | 1/3                | /                            |
| 当   | 第43回衆議院議員総選挙 | 2003年11月09日 | 50   | 大阪16区  | 公明党 | 7万4718票  | 46.12% | 1    | 1/3                | /                            |
| 当   | 第44回衆議院議員総選挙 | 2005年09月11日 | 52   | 大阪16区  | 公明党 | 9万9919票  | 51.46% | 1    | 1/3                | /                            |
| 落   | 第45回衆議院議員総選挙 | 2009年08月30日 | 56   | 大阪16区  | 公明党 | 8万4883票  | 40.56% | 1    | 2/4                | /                            |
| 当   | 第46回衆議院議員総選挙 | 2012年12月16日 | 59   | 大阪16区  | 公明党 | 8万6464票  | 50.81% | 1    | 1/4                | /                            |
| 当   | 第47回衆議院議員総選挙 | 2014年12月14日 | 61   | 大阪16区  | 公明党 | 6万6673票  | 43.19% | 1    | 1/4                | /                            |
| 当   | 第48回衆議院議員総選挙 | 2017年10月22日 | 64   | 大阪16区  | 公明党 | 7万7335票  | 54.04% | 1    | 1/2                | /                            |
| 当   | 第49回衆議院議員総選挙 | 2021年10月31日 | 68   | 大阪16区  | 公明党 | 8万4563票  | 50.81% | 1    | 1/3                | /                            |